# لا ماکارنا (متا)
لا ماکارنا (متا) (به اسپانیایی: La Macarena, Meta) یک سکونتگاه مسکونی در کلمبیا است که در بخش متا واقع شده‌است.